# Puccinia poarum
Puccinia poarum är en svampart som beskrevs av E. Nielsen 1877. Puccinia poarum ingår i släktet Puccinia och familjen Pucciniaceae.   Inga underarter finns listade i Catalogue of Life.

## Källor

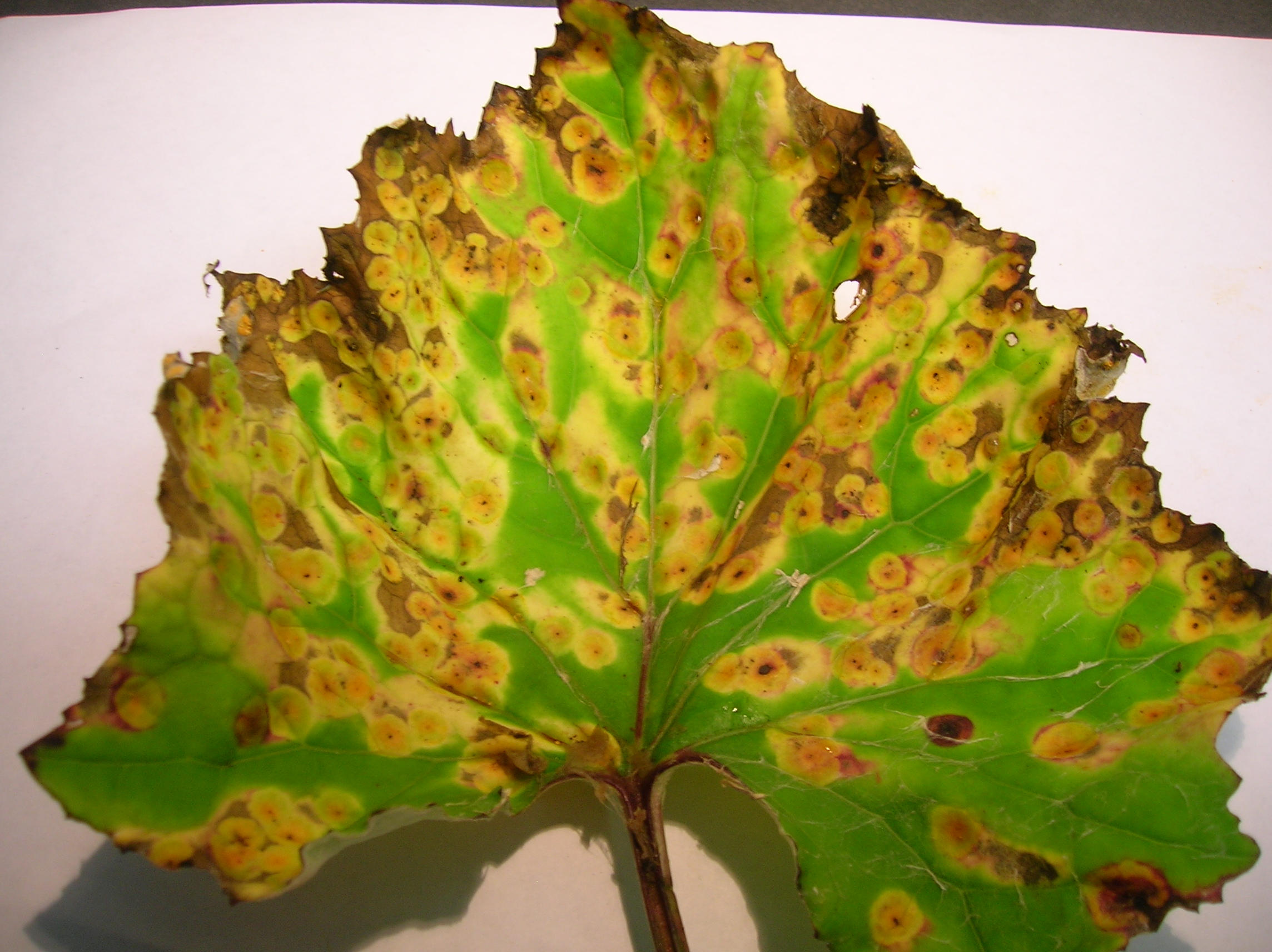
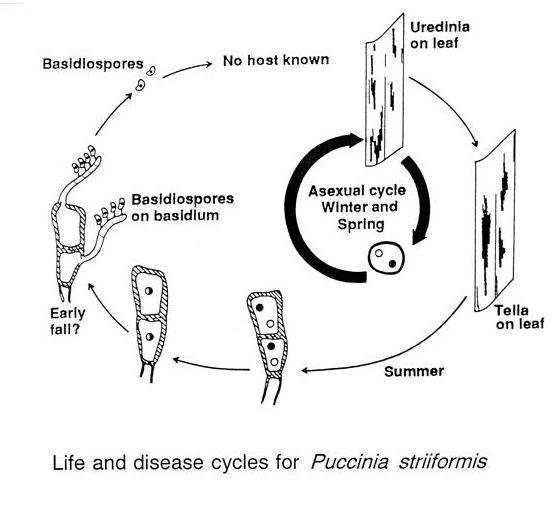
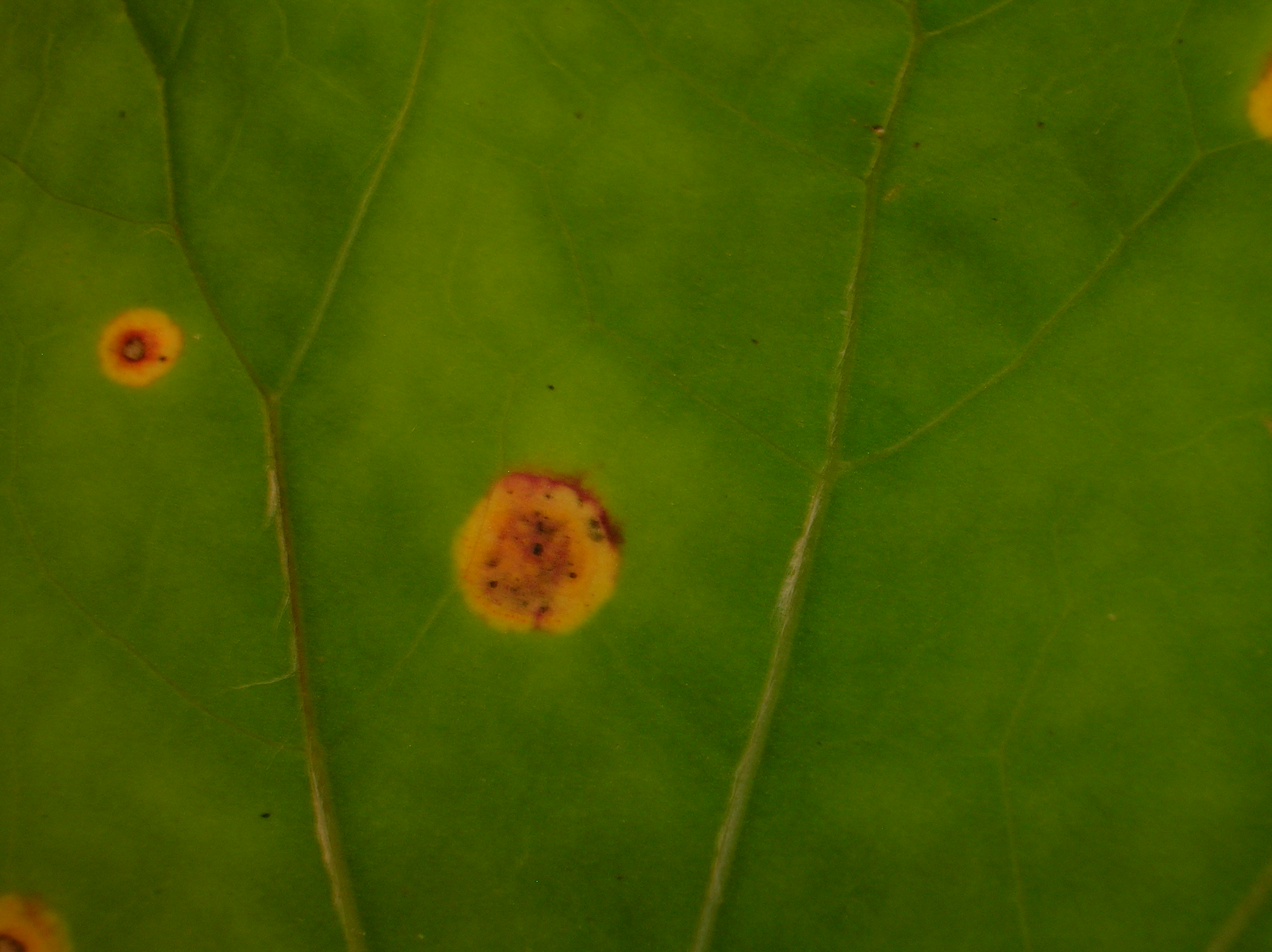